# Пасютин, Алексей Семёнович
Алексе́й Семёнович Пасю́тин (1918 — 1993) — советский дипломат. Чрезвычайный и полномочный посол.

## Биография
На дипломатической работе с 1946 года.
- В 1946—1954 годах — сотрудник центрального аппарата МИД СССР.
- В 1954—1958 годах — первый секретарь, советник посольства СССР в Эфиопии.
- В 1958—1961 годах — сотрудник центрального аппарата МИД СССР.
- В 1961—1964 годах — советник посольства СССР в Италии.
- В 1964—1969 годах — на ответственной работе в центральном аппарате МИД СССР.
- С 17 июля 1969 по 3 октября 1974 года — чрезвычайный и полномочный посол СССР в Сомали[1].
- В 1975—1978 годах — на ответственной работе в центральном аппарате МИД СССР.
- С 5 сентября 1978 по 18 декабря 1981 года — чрезвычайный и полномочный посол СССР в Шри-Ланке[2].
- С 5 сентября 1978 по 18 декабря 1981 года — чрезвычайный и полномочный посол СССР в Мальдивской Республике по совместительству[3].

С 1982 года — в отставке.

## Награды
- Орден Отечественной войны II степени
- Орден Дружбы народов
- Орден «Знак Почёта» (1971)[4]